# کتخوی

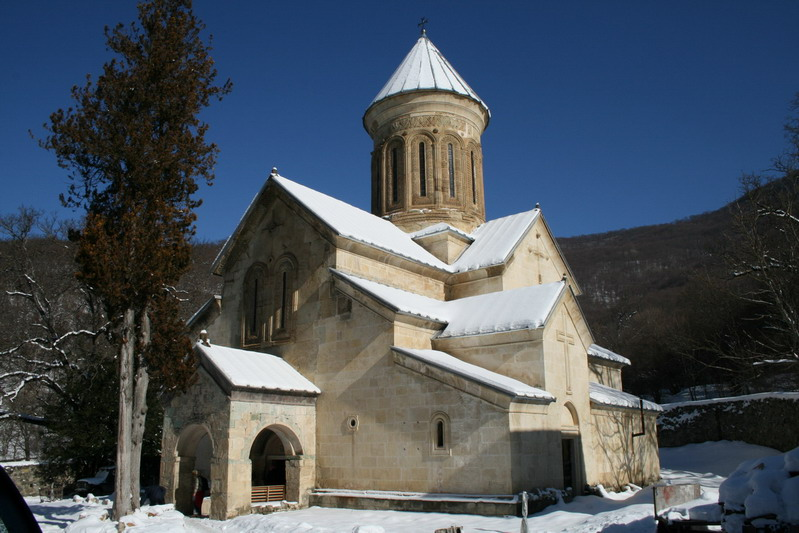
کلیسای کتخوی

کتخوی (گرجی: ქვათახევი) یک کلیسای قرون وسطایی ارتدکس گرجی، صومعه‌ای در شیدا کارتلی، گرجستان ۵۵ کیلومتری غرب شهر پایتخت تفلیس می‌باشد.